# شهرستان بافت
شهرستان بافت(Baft) منطقه‌ای کوهستانی، سردسیر و نُخبه پرور و یکی از مرتفع‌ترین مناطق استان کرمان و ایران است. این شهرستان در جنوب غربی استان کرمان قرار گرفته‌ و مرکز آن، شهر بافت است که تا مرکز استان ، شهر کرمان ۱۵۶ کیلومتر فاصله دارد. ارتفاع برخی مناطق مسکونی شهرستان بافت مانند تلخه چار و بُندر گوغر ۳۰۰۰ متر از سطح دریا است.  بافت با داشتن شرایط دمایی مناسب، ارتفاع بالا و بارش مناسب دارای یکی از بزرگ‌ترین پهنهٔ جنگلی جنوب شرق ایران است. جمعیت شهرستان بافت در سال ۱۳۸۵ و تا قبل از جدایی شهرستان‌های رابر و ارزوئیه برابر با ۱۴۵٬۰۱۴ نفربوده است نماینده این شهر در مجلس شورای اسلامی، یاسر سلیمانی  است این حوزه  انتخابیه در شهرستان های بافت،رابر،ارزوئیه (ابر)خلاصه می شود. براساس سرشماری سال ۱۳۹۵ جمعیت فعلی شهرستان بافت ۸۴٬۱۰۳ نفر است.شهرستان بافت توسط سازمان بهداشت جهانی (WHO) به عنوان یکی از ۷۰ شهر سالم ایران و یکی از هزار شهر سالم جهان معرفی شده‌است.

## بافت، بام کویر و مرتفع‌ترین شهر بالای ۲۵ هزارنفر جمعیت ایران
شهرستان بافت در ۱۵۶ کیلومتری مرکز استان کرمان، یکی از مرتفع‌ترین و خوش آب و هواترین شهرهای استان کرمان و ایران می‌باشد. شهر بافت با ارتفاع ۲۲۸۰ متر از سطح دریا از مرتفع‌ترین شهرهای جنوب ایران و مرتفع‌ترین شهر بالای ۲۵ هزارنفر جمعیت ایران محسوب می‌شود. قرارگیری در ارتفاع زیاد و همجواری با کوه شاه سبب اعتدال هوای این شهر در تابستان شده‌است. این تعادل آب و هوایی و وجود رودهای بزرگ و پرآب سبب شکل‌گیری تمدن باستانی حوزه هلیل رود در حوزه‌ی شهرستان‌های بافت و جیرفت شده‌است. شهر کنونی بافت ۱۲۰۰ سال قدمت تاریخی دارد اما قدمت نقاطی از شهرستان بافت به پنج هزار سال قبل از میلاد می‌رسد.

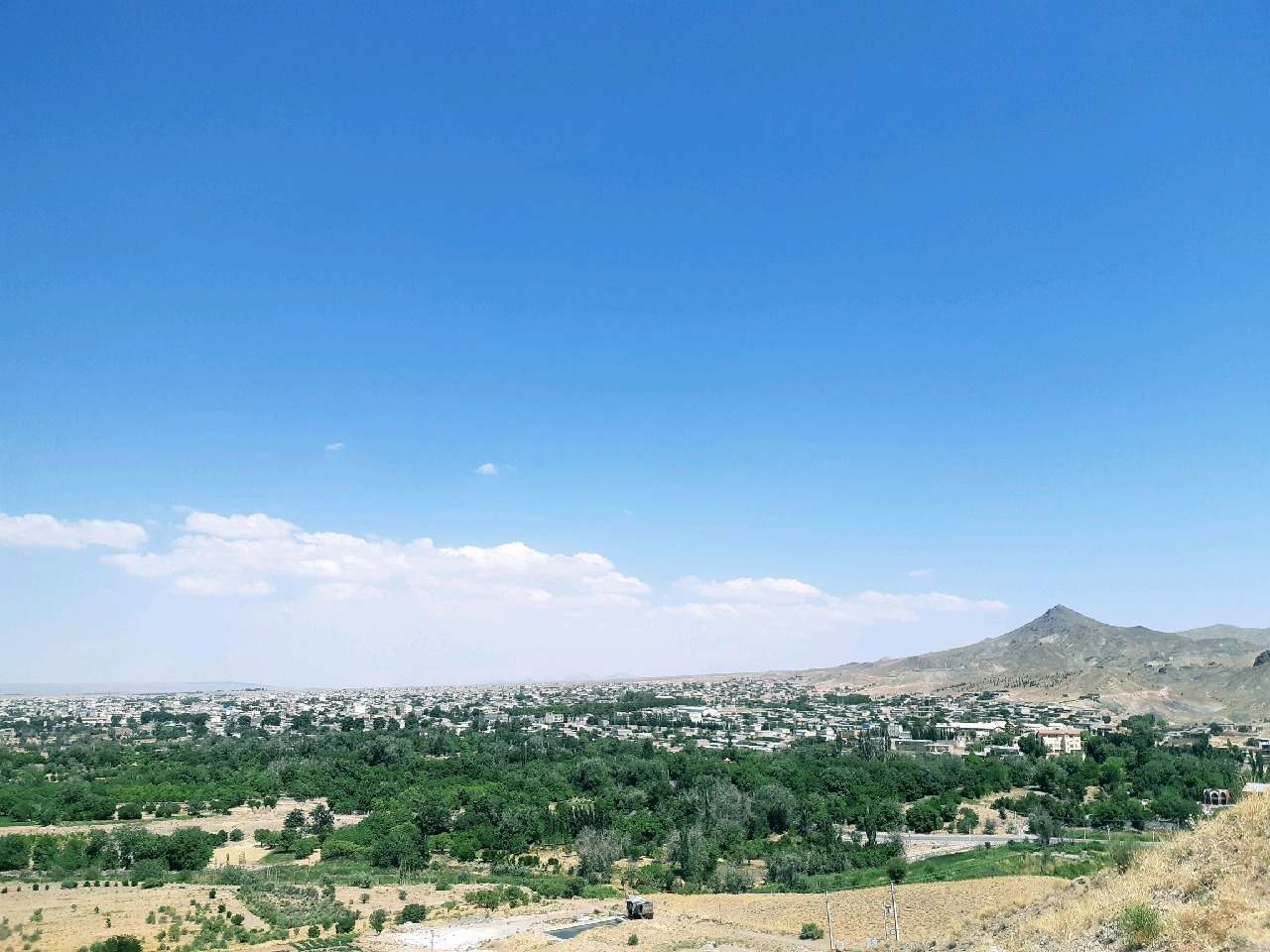
سراسرنمای شهربافت، بام کویرایران در تابستان

## بافت در گذر تاریخ
اندر موجودیت بافت آورده‌اند که در قرن اول هجری بافت یکی از حوزه‌های سیرجان بوده و چون صفاریان در این دوره در بلاد کرمان منشأ خدماتی بوده‌اند، به احتمال وافر در بافت هم اثرات خیرشان ردی داشته‌است،
در اواخر قرن چهارم و اوایل قرن پنجم هجری به بخش‌هایی از بافت و حومه اقطاع می‌گفتند و چون بافت ما سنش به دوره سلجوقیان قد کشید، تنی چند از اولاد ملک قاوَرد یا همان سلجوقیان کرمان در قسمت‌هایی از بافت مانند رابر سکنا گزیده و بر مردم آنجا حکمرانی می‌کردند. در دوره قراختائیان یکی از حکمرانان کرمان، حکمرانی بافت و ارزوئیه را به جلال الدین بن سلطان قطب الدین واگذار کرد. در دوره آل مظفر برخی پادشاهان در بافت و ارزوئیه به تاخت و تاز مشغول بوده و جنگ امیر مظفر با شیخ ابواسحاق در بافت روی داده‌است. در دوره صفویه افشارها در بافت ظهور پیدا کردند و سرآغاز افشاری خود را اوایل همین عصر صفوی به سال ۹۱۶ ه‍.ق با رئیس ایلی درگاه قلی بیگ بر کرسی بافت نشاندند و بر همین اساس به بافت در آن زمان اقطاع افشار می‌گفتند. در دوره نادری ساکنان بافت (طوایف اقطاع و افشار) از حمایت نادرشاه نه تنها بهره نجستند، بلکه گرفتار نادری نادرشاه شدند و همین بس وقتی که نادر به کرمان آمد، چون خاندان قلی بیگ افشار را فربه دید، فربه بودن خاندان قلی بیگ را بهانه قرار داد و سر او را در سوراخ تنگی در دیوار گذاشتند و با طناب و دو گاو سر از تن خاندان قلی بیگ جدا کردند. پس از بی‌مهری‌های نادر شاه به بافت، تاریخ بافت به زندیه رسید، در این دوره ۸ هزار سوار و تفنگچی کریم خان زند به سرکردگی نضیرخان لاری حاکم لار که قصد تصرف کرمان را داشت، ابتدا وارد ارزوئیه و از آنجا به اقطاع آمدند و سپس به قصد تصرف کرمان از بافت برفتند؛ و اما در دوره قاجار و قاجاریه، بافت به صورت ملوک الطوایفی اداره می‌شد و هر ناحیه اش برای خود کلانتر یا کدخدایی می‌داشته‌است. میرزاحسین وزیر، علی محمد خان، عدل السلطان، ملا غلامحسین خان بافتی (امین الرعایا)، صمدالله شیبانی (امین دیوان) و اسدبیک طغرلی (قره قایانلو) و مرآت اسفندیاری از آن جمله حاکمان و کلانتران بوده‌اند. در اواخر همین دوره بخش وسیعی از بافت تحت نفوذ گنجعلی خان افشار، ایلخان بزرگ قرار گرفت و بعد از او حاکمیت اقطاع و افشار به برادرش هژبرالسلطنه واگذار شد. افراد دیگری مانند مرتضی قلی خان سرهنگ، میرزا خان سرتیپ و فرزندش احمد علی خان ایلخانی نیز حاکم بافت بوده‌اند. خلاصه آنکه در دوره قاجاریه، افشارها نقش مهمی در حکومت داشتند و در سال ۱۲۰۷ ه‍.ق به دستور آقامحمدخان قاجار، فتحعلی شاه به قصد تصرف کرمان عازم می‌شود و نخست به سیرجان و از آنجا به بافت ورود پیدا می‌کنند. گروهی از ریش سپیدان و بزرگان از جمله:آخوند ملا محمدصالح بافتی، حیدرخان هشونی و امیر باقر گوغری به گرمی از او و سپاهش استقبال کردند تا اینکه فتحعلی شاه حکمرانی بافت را به میرزا حسین پسر آقا علی واگذار کرد و به رابر حمله‌ور شد، مردم رابر به سختی با او مقابله کردند ولی در نهایت قلعه رابر به محاصره و تصرف فتحعلی شاه درآمد.  ستون های سنگی در جنوب شهرستان بافت پیدا شده که بر اساس گفته ها و بررسی های سازمان میراث فرهنگی،  به دوره هخامنشیان باز می گردد.

### ریشه نام گذاری
شهرت و آوازهٔ شهرستان بافت از قدیم الایام بافندگی بوده‌است که به واسطهٔ پیشهٔ مردمانش که دامداری بوده همواره به پشم و نخ مرغوب دسترسی داشته‌اند. دستبافته‌های این منطقه خصوصاً قالیچه‌های افشاری و انواع گلیم شریکی پیچ و چهل ماشوله در سراسر کرمان شناخته شده‌است . از نام های دیگر شهر بافت، می توان به «اقطاع» اشاره کرد. شهر بافت به دلیل بافت و شکل اولیه خود که به شکل کلونی بوده و هر قسمتی از شهر تعدادی افراد به صورت یک محله جدا سکنا گزیده بودند از فاصله دور خانه‌ها بافتی منظم و شبکه شبکه داشته‌اند به بافت مشهور شد.

## تقسیمات کشوری

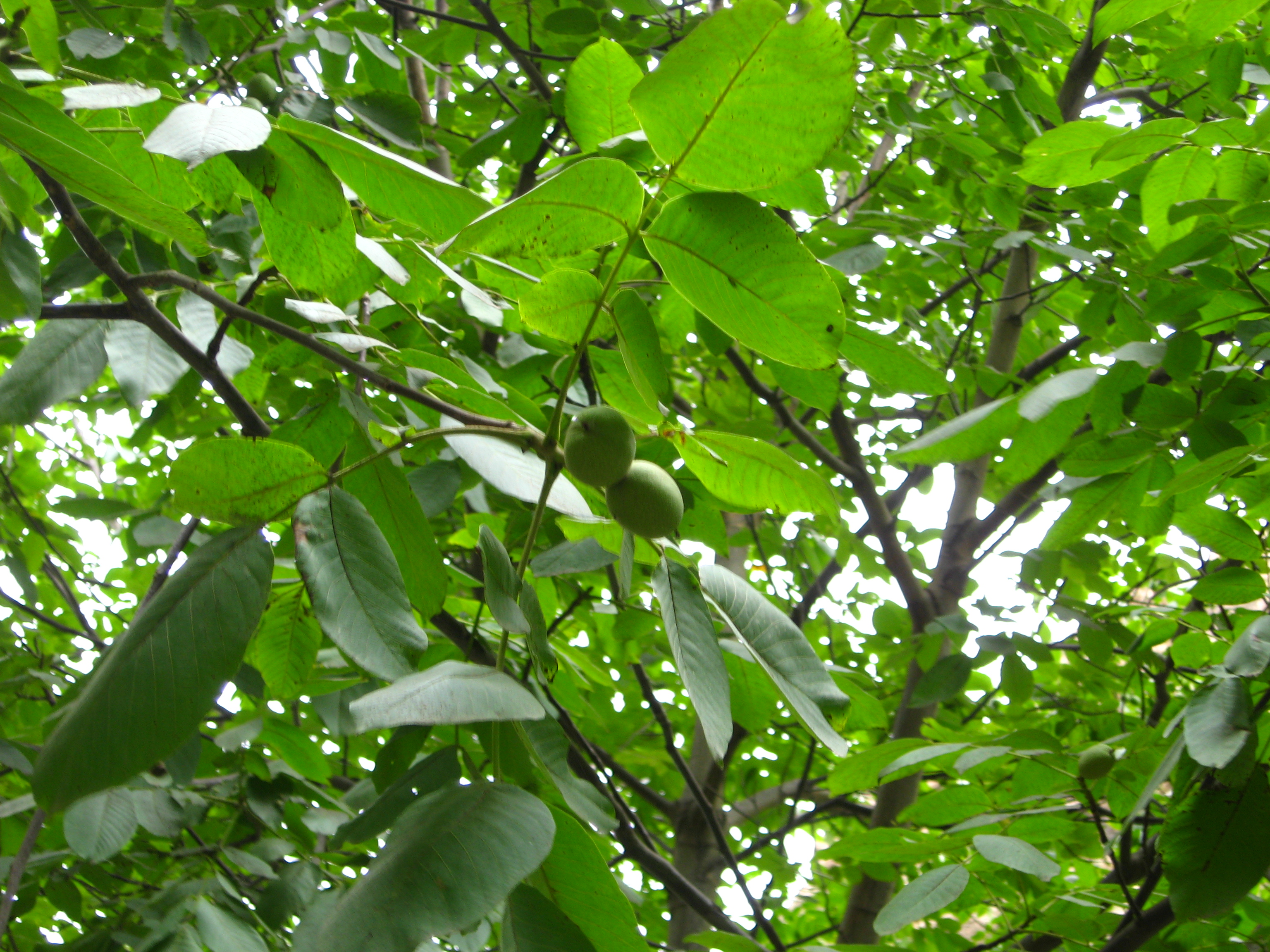
بافت از قطب‌های تولید گردو در ایران

در ۱۳۱۶ ش، طبق قانون تقسیمات کشور، بخش بافت در شهرستان کرمان (استان هشتم) تشکیل شد. در ۱۳۲۳ ش، بخش بافت از شهرستان کرمان مجزا و ضمیمه شهرستان نونهادِ سیرجان شد. در فهرست تقسیمات کشوری ۱۳۴۰ش، شهرستان بافت جزو شهرستان‌های استان هشتم است.

## جمعیت و اقوام
جمعیت شهرستان بافت بر اساس سرشماری سال ۹۵ ایران، تعداد ۸۴٬۱۰۳ نفر بوده است. شهرستان بافت دارای سه نقطه شهری به نام‌های بافت، بزنجان و کشکوئیه است. این شهرستان دارای ۴ دهستان است. بخشی از جمعیت شهرستان بافت از ایل افشار استان کرمان است. بافت دومین شهر عشایرنشین کشور می‌باشد و به لحاظ تعداد ایل و طایفه در سطح کشور رتبه اول را دارد و ۱ میلیون و ۲۰۰ هزار راس دام سبک و ۲۰ هزار راس دام سنگین در این منطقه وجود دارد.

### لرها
سه طایفه عمده لر دارد، یعنی طایفه لک و طایفه لری و طایفه لر بختیاری، فزون بر این شعبه‌ای از شول تاتی و نیز یک طایفه از تیره بختیاری به‌نام آقاجانلو نیز یافت می‌شود.
۱.طایفه لر _ بختیاری: این لرها از طایفه زلکی یا زلقی هستند و در زمان نادرشاه به اجبار در منطقه بافت کرمان اسکان داده شدند، درواقع سه برادر به نام‌های شهاب‌الدین، غیاث‌الدین و شمس‌الدین که فرزندان یکی از خوانین و سرداران بزرگ بختیاری بودند، به این منطقه کوچانده شده‌اند و فامیل‌های شهابی نژاد، غیاثی، شمس‌الدینی و بختیاری از این طایفه هستند.
۲.طایفه لری شامل: تیره‌های غلامرضایی، آقا رضایی، عبدللهی، بارانی مشهدی حسینی، عباسی، قنبری، شیخ حسینی، شفیعی، کمالی، خدادادی، زمزم، حیدری که سردسیر آن‌ها اکثرا (رابر، دره پهن، اشکان، کوه لاله‌زار، راور است) و گرمسیر آن‌ها اکثرا (کلوگ گاو، دره پهن، هنگر، چاه افغان، سورگاه، ابگنده و…) است. (قابل ذکر است که در لرستان طایفه‌ای به نام لری در ایل بیرانوند وجود دارد که جماعتی از آن‌ها در پی جنگ لطفعلی خان زند با آغامحمدخان قاجار به حوالی سیرجان و کرمان رفته‌اند.)
۳.طایفه لک شامل: لک دره مریدی (تیره؛ علی رضایی، میرزایی، عاشر قلی، اعظم خان) سردسیر آن‌ها روستاهای دره مرید و گرمسیر آن‌ها گیجوییه و چال امیر است. لک گداری (تیره؛ معصوم پور، سلطانی، پوراحمدی، حسن‌پور) سردسیر مادون و گرمسیر آن‌ها سرگز و دولت‌آباد است. کیسکانی که یک‌جانشین می‌باشند و در کیسکانی ساکن هستند. نمزادی نیز در مشرق بافت به‌سر می‌برند.
شول تاتی‌ها نزدیک جمیل‌آباد و فتح‌آباد را سردسیر و جلگه ارزویه را به‌عنوان گرمسیر انتخاب کرده‌اند.آقاجانلو سردسیر گودال و گرمسی چاه مغ و چاه انجیر. شولی ها  ظاهرا از مناطق کامفیروز می‌باشند. آقاجانلو‌ها از بختیاری آمده‌اند.

## رودها
سه رود همیشگی در شهرستان بافت جریان دارد.
- رود آسیاب جفته از بلندی‌های کوه شاه سرچشمه گرفته و پس از پذیرش شاخه‌هایی در منطقهٔ کیسکان وارد درهٔ آسیاب جفته و سد مخزنی بافت می‌شود و در ادامه با گذر از باغات شرق و جنوب شهر بافت در منطقهٔ فیروز آباد دشتاب به رود زردشت می‌ریزد و هلیل رود را تشکیل می‌دهد.
- رود زردشت یا (خرآو) از بلندی‌های گوغر سرچشمه می‌گیرد و به عنوان طولانی‌ترین سرشاخهٔ هلیل رود شناخته می‌شود. این رود بسیار سیلابی و با دبی متغیر است به طوری که در هنگام بارش‌های بهاری باعث نابودی پل‌ها جاده‌ها و روستاهای زیادی در کرانهٔ خود شده‌است. در نهایت این رود وارد جازموریان می‌شود که برای جلوگیری از این تخریب و به هدف حفظ منابع آب سطحی و زیرزمینی و تنظیم جریان این رود مطالعات عملیات ساخت سد زردشت در منطقهٔ جمیل آباد انجام شده و منتظر تخصیص اعتبار است.
- رود خبر از سرچشمهٔ شاه ولایت در کوه خبر سرچشمه گرفته و پس از گذر از چند روستا در بخش خبر به سد شکراب در پارک ملی خبر می‌ریزد.

## جغرافیا و اقلیم

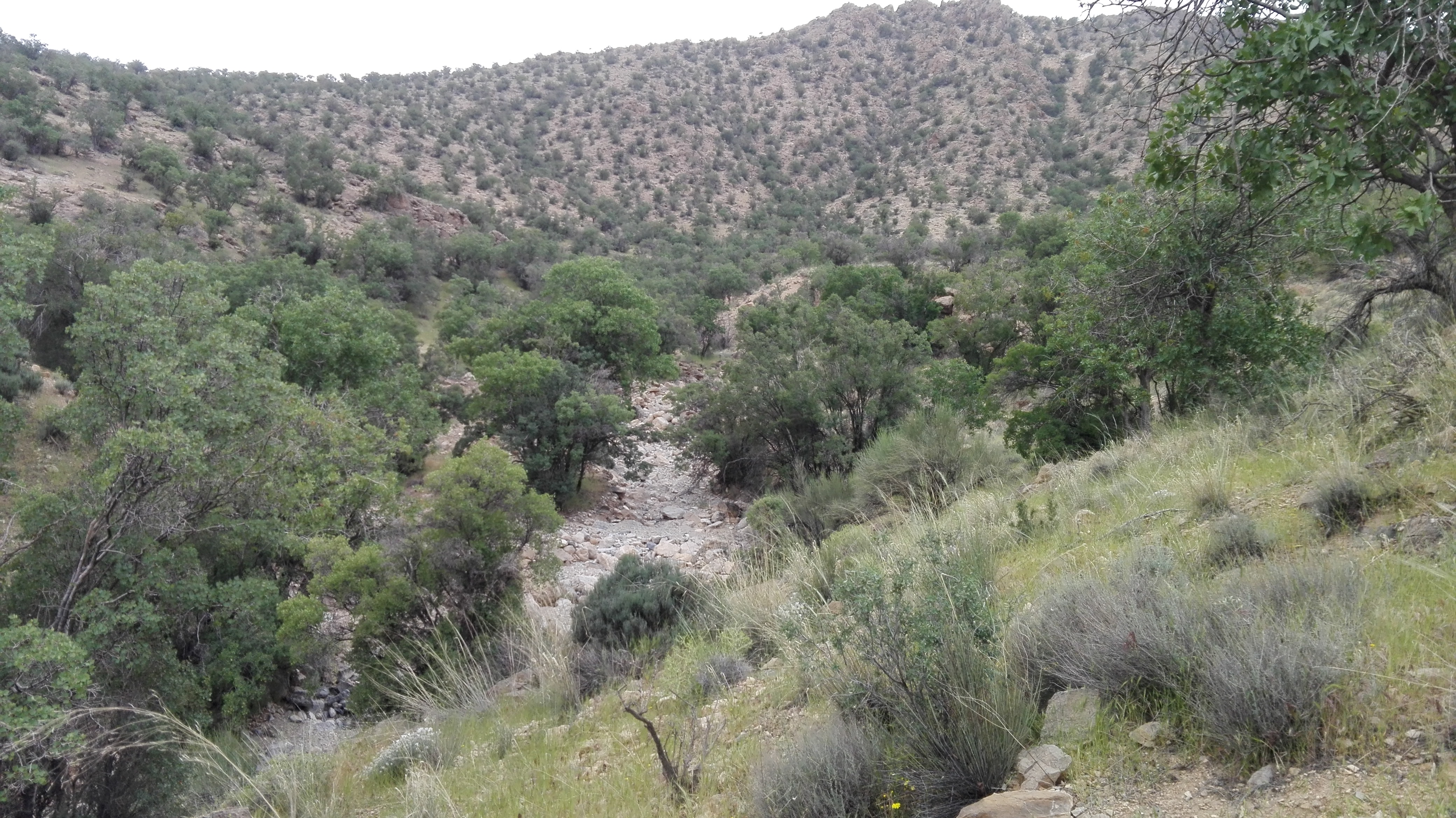
جنگل سه چاه در شرق پارک ملی خبر واقع در جنوب شهرستان بافت

شکوفه درختان میوه در بهار بافت، دشتاب

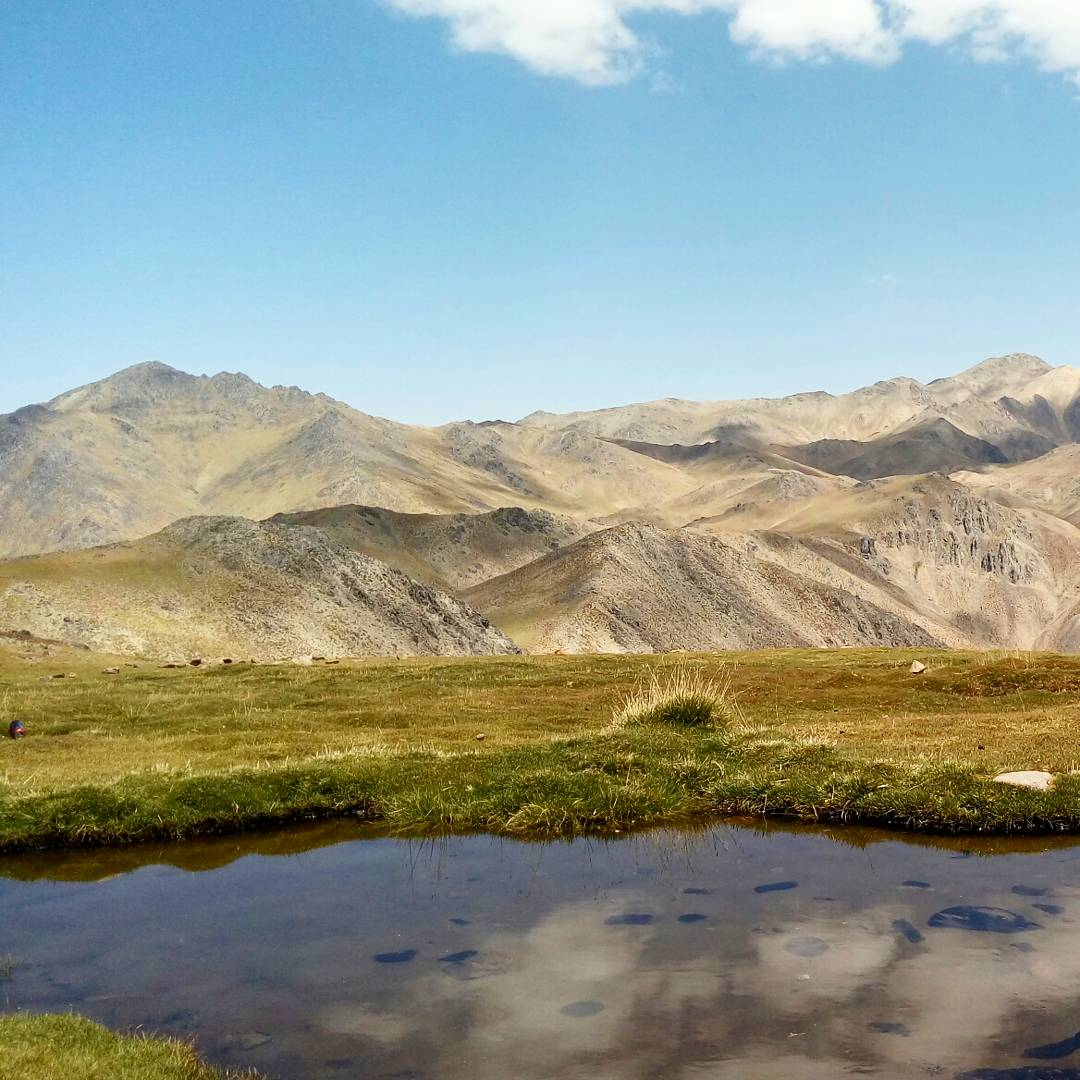
چمنزار جوچار در کوه شاه ارتفاع چهارهزار متری

شرایط خاص ارتفاعی شهر بافت و همچنین قرارگیری در مدارهای پایین و ویژگی‌های توپوگرافی که قرار گرفتن این شهرستان بین ادامه رشته کوه‌های زاگرس و امتداد ارتفاعات فلات مرکزی ایران ایجاد کرده‌است باعث ایجاد اقلیمی کاملاً متفاوت از نواحی همجوار در شهرستان بافت گردیده به گونه‌ای که با آغاز باران‌های موسمی ناشی از توده‌های مانسون هندی در اوسط تابستان دما به طرز چشمگیری افت می‌کند همچنین قرارگیری کویرسیرجان در غرب و ارتفاعات ۴۴۰۰متری کوه شاه در شرق موجب ایجاد بادهای محلی شده که در کاهش دمای اوایل تابستان نقش مؤثری دارد؛ همچنین با وزش بادهای صد و بیست روزه و گسترش آن به نواحی غربی تر شهر بافت نیز همچون سایر نواحی جنوب شرق کشور تحت تأثیر آن قرار می‌گیرد که با وجود موهبت خدادادی بلندی‌های شمالی این توده هوای گرم و خشک صعود کرده و خنک می‌شود و این‌گونه در شهر بافت کمتر روزی از سال دمای بالای ۳۰ درجه را تجربه می‌کنیم. به همین لحاظ بافت با اقلیمی کوهستانی و معتدل به بهشت جنوب می‌ماند.
بلندی‌های شاخص شهرستان شامل ارتفاعات ۴۴۰۰متری کوه شاه در شمال و کوه‌های ۳۸۰۰متری گوغر در شمال غرب همچنین ارتفاعات خبر در جنوب به بلندای ۳۸۵۰متر و ارتفاعات جنگلی مناطق گوشک و طرنگ باارتفاع ۳۳۰۰متر است.
کوه شاه در محدودهٔ شهرستان بافت و در ۲۰کیلومتری شمال شرقی این شهر قرار گرفته‌است. نظرات متعددی در مورد وجه تسمیهٔ این کوه وجود دارد؛ همان‌طور که از سنگ نوشته‌های تخت شاهزاده برمی اید کوه شاه همواره تحت محافظت و قرق شکاربانان و قرقچیان شاهی بوده و از گذشته‌های دور تا اواخر سلطنت ناصرالدین شاه قاجار شاهان و شاهزادگان برای تفرج و شکار به این کوهستان زیبا می‌آمدند؛ دلیل دیگر شکل قلهٔ غربی کوه شاه به نام کله برفی است که با ارتفاع ۴۳۹۱ متر به صورت قله‌ای مخروطی شکل و سپیدپوش از اکثر مناظر مشاهده می‌شود و با اختلاف ارتفاع زیادی که با کوهستان‌های اطراف دارد در روزهای صاف از کرمان سیرجان و بردسیر و تقریباً همهٔ نقاط شهرستان قابل روئیت است.
مرتفع‌ترین نقطهٔ این کوهستان قلهٔ شرقی آن موسوم به «تخت عبدالبیگی» است که ۴۴۰۲متر از سطح دریا ارتفاع دارد. کوه شاه مناظر بدیعی در زمستان دارد. در گذشته جنگل زیبایی از درختان ارس و کیکم و بنه دامنه‌های این کوهستان را پوشانده بود که به دلیل عدم حفاظت و قطع درختان توسط عشایر و روستانشینان دامنه این کوه و چرای بی‌رویه تنها آثار معدودی از آن‌ها در چند نقطه برجای مانده‌است.
حیات وحش این منطقه روزگاری زبان زد بوده که با شکار بی‌رحمانه و تخریب و ناامنی زیستگاه به خصوص در دههٔ ۶۰ تقریباً تمام کل و قوچ و پلنگ این منطقه نابود شد.
در سال‌های اخیر نیز شوربختانه با آغاز به کار معدن آهن تلخه چار شاهد ویرانی عظیمی در ارتفاع ۴۰۰۰متری جبهه جنوبی قله شاه بودیم؛ که با هشیاری و دلسوزی مردم روستاهای مجاور این کوه زیبا فعالیت معدن موقتاً متوقف شده‌است. و از آن زمان هرسال در اواخر شهریور ماه با یاری کوهنوردان و روستاییان صعود سراسری و جشن نجات کوه شاه برگزار می‌شود.

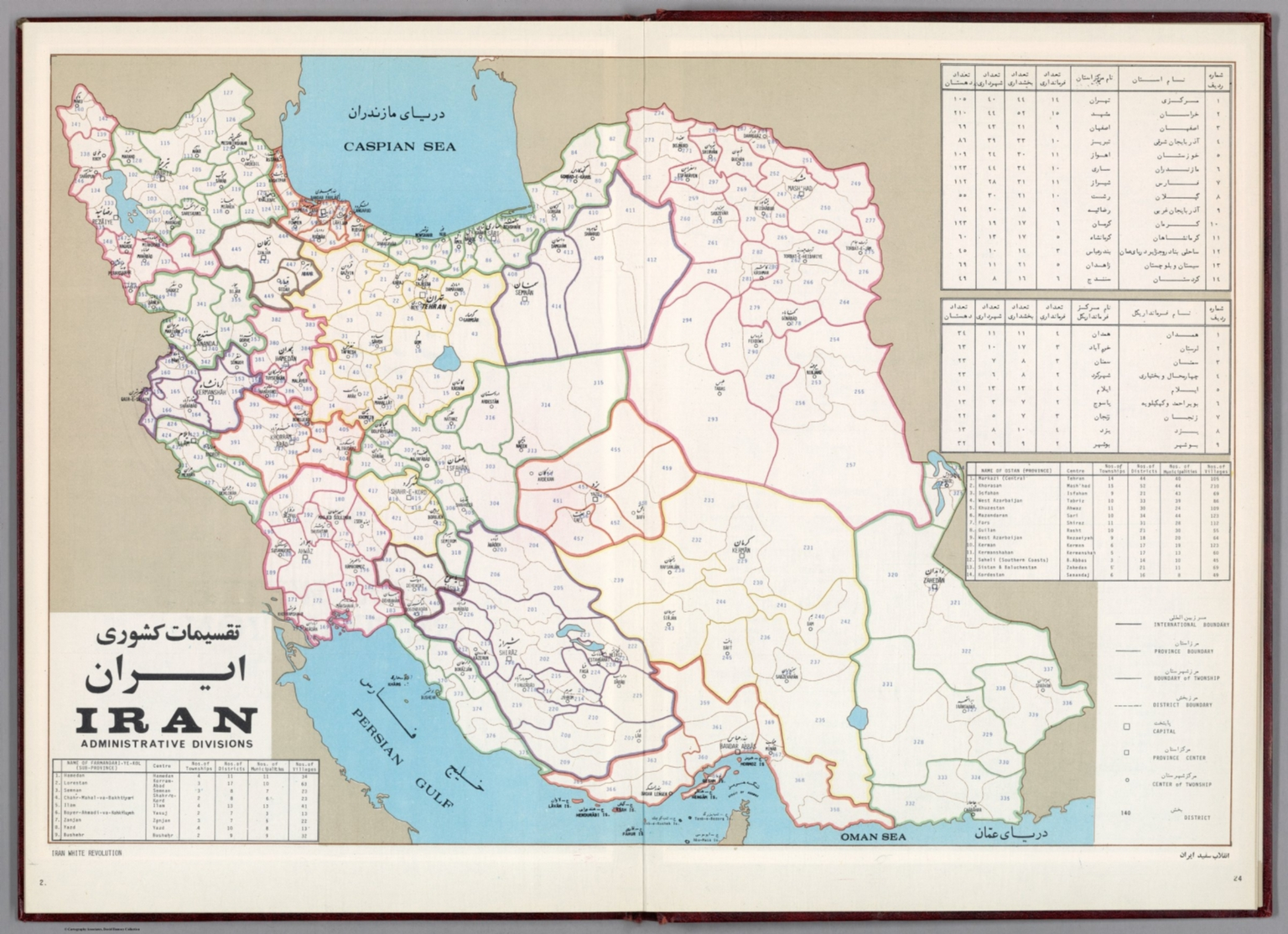
تقسیمات کشوری ایران در سال ۱۳۵۰ خورشیدی، بافت یکی از شش شهرستان استان کرمان بوده است

## اقتصاد

### کشاورزی

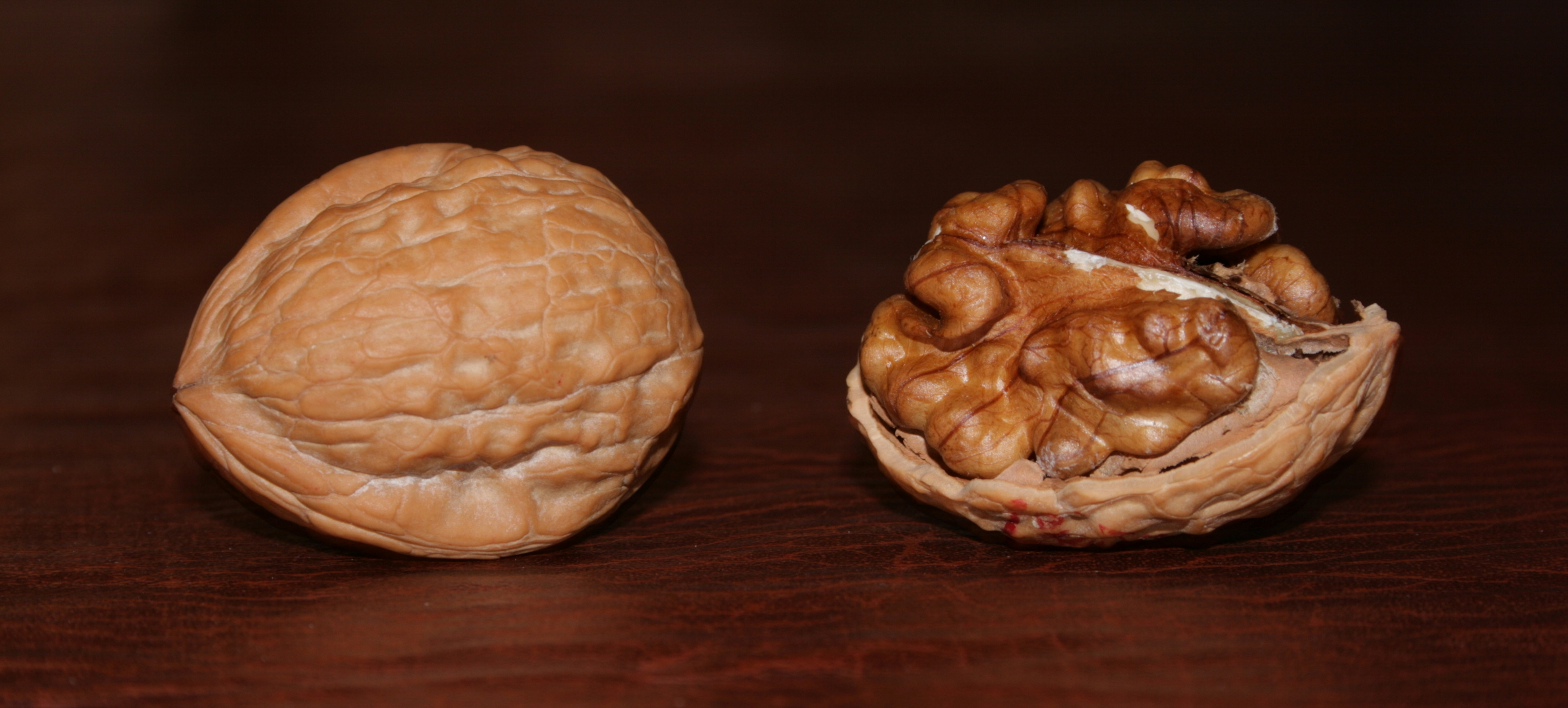
شهرستان بافت از قطب‌های تولیدکننده گردوی کشور

شهرستان بافت با آب و هوای کوهستانی و مساعد یکی از بزرگ‌ترین تولیدکننده گردوی کشور است. محصول اصلی این شهرستان گردو است که به سایر استان‌های کشور صادر می‌شود. به دلیل ارتفاع بالای بافت از سطح دریا محصول گردوی شهرستان بافت از کیفیت بالایی برخوردار است.
محصولات دیگری از جمله سیب درختی، زردآلو، هلو، شلیل، انار، بادام، انگور، آلبالو و گیلاس نیز در این شهرستان برداشت می‌شود و پدیده عرش زمرد کاران شهرستان بافت بخش زیادی از بازار میوه نیمه جنوب و جنوب شرق کشور را تأمین می‌کند.

## سدها
- سد مخزنی آسیاب جفته

سد بافت با گنجایش حدود ۴۰ میلیون مترمکعب در نزدیکی شهر بافت و بر روی رود آسیاب جفته بسته شده‌است.  این سد تأمین کنندهٔ آب شرب شهرهای بافت و رابر و بزنجان است. پیش ازین آب شرب شهر بافت از منابع زیر زمینی در بخش دشتاب شهرستان بافت تأمین می‌شد.
- سد زردشت

مطالعات ساخت این سد با طول تاج ۵۲۰ متر ارتفاع ۴۵ متر و حجم مخزن ۹۰/۵۰ میلیون متر مکعب انجام شده‌است و در ردیف تخصیص اعتبار قرار دارد. با بهره‌برداری از این سد که بر روی رودخانهٔ زردشت ساخته خواهد شد، سیلاب‌های فصلی این رودخانه مهار و برای تغذیه سفره‌های آب زیرزمینی و توسعه کشاورزی در منطقهٔ دشت آب و جمیل آباد استفاده خواهد شد.

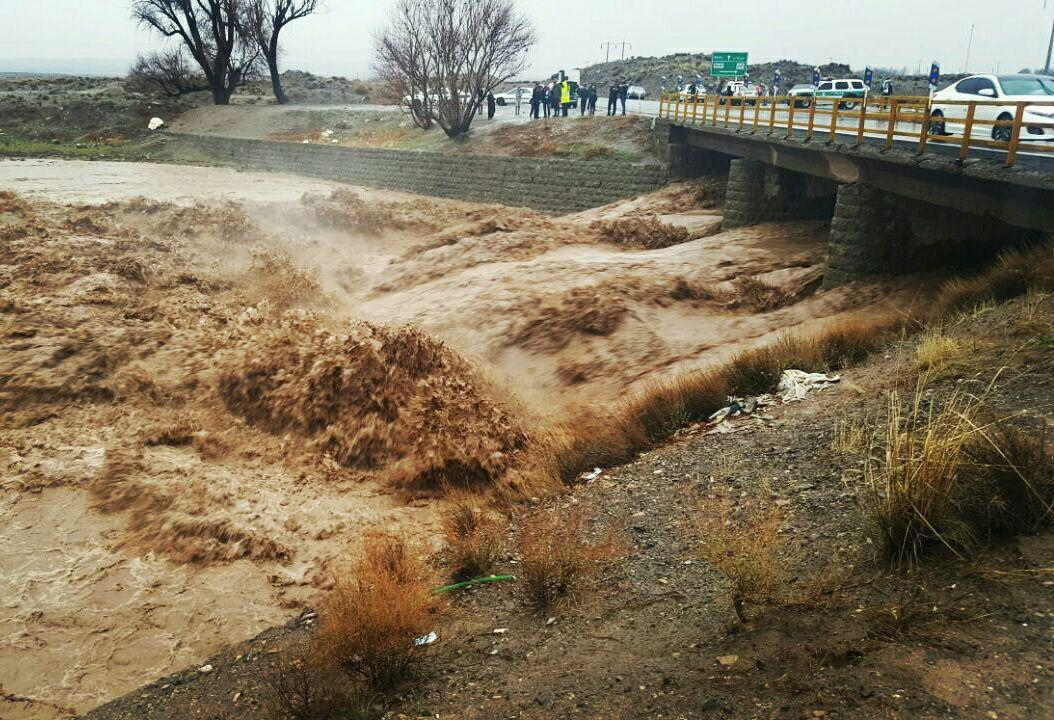
جریان سیلابی رود زردشت

کوه بلند خبر در فصل بهار با ارتفاع ۳۸۵۱ متر

## برخی مناطق گردشگری طبیعی و تاریخی
- کوه شاه
- پارک ملی خبر
- چنار کهنسال و غار طرنگ
- غار جفریز
- خانه تاریخی ایرانمنش
- قلعه غنجعلیخان هشون

- جنگل بنه گوشک

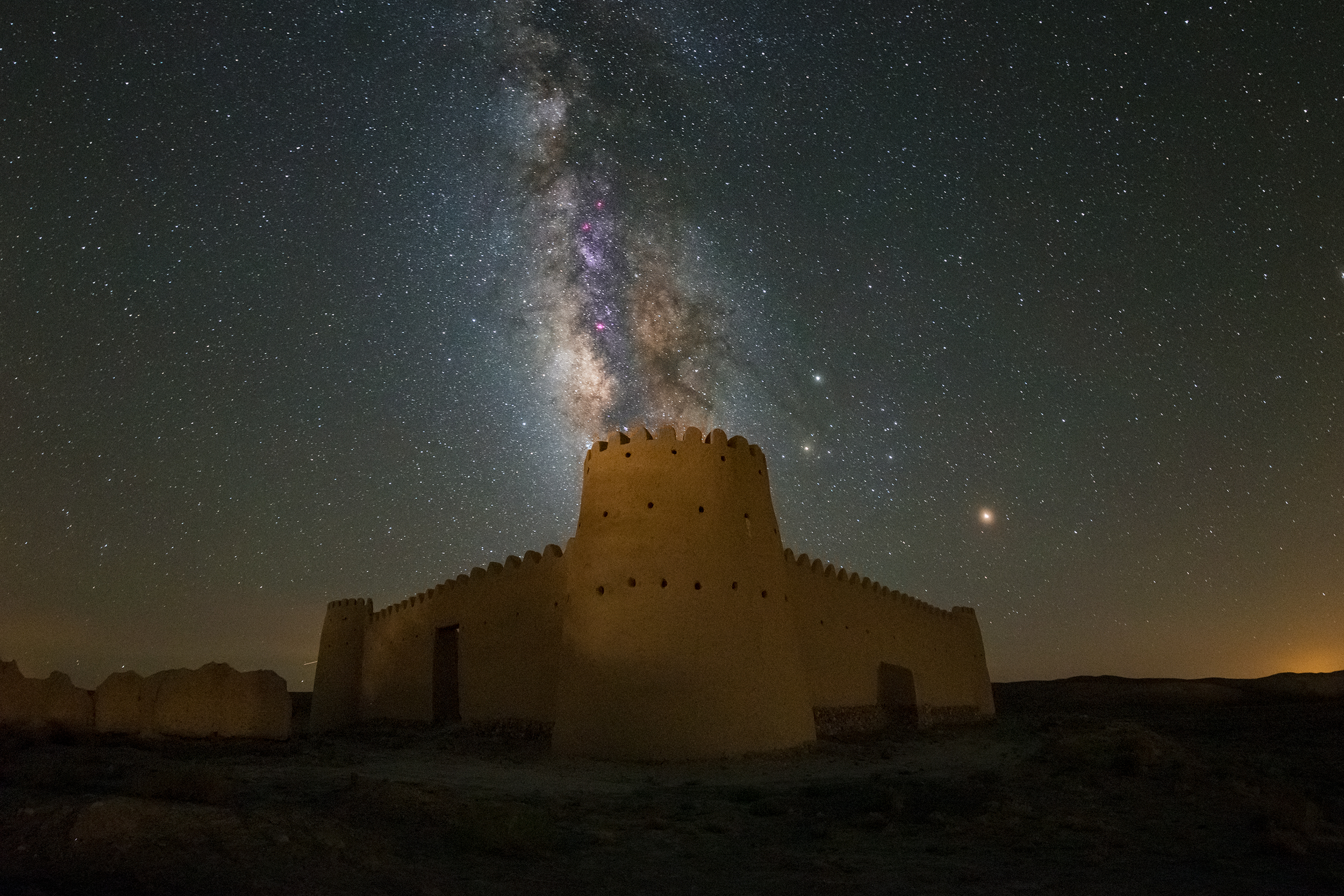
قلعه قنجعلی خان افشار

- قدیمی‌ترین درخت گردوی جهان: این درخت با ۲۵۰۰ سال قدمت در شهرستان بافت قرار دارد.[۲۱]
- غار شب‌پره
- قلعه کردعلی
- قلعه‌های تاریخی دشتاب

- آبشار سه کاسه جهانجان
- سد بافت
- باغ‌های گردوهای کهنسال گوغر
- منطقه یاس چمن
- دره بندر گوغر
- منطقه حفاظت شده انجرک
- باغ شهربزنجان
- روستای باصفای خافکوییه
- آبشارهای خوشکار
- آبشار بنگان
- آرامگاه سلطان فقیه الدین

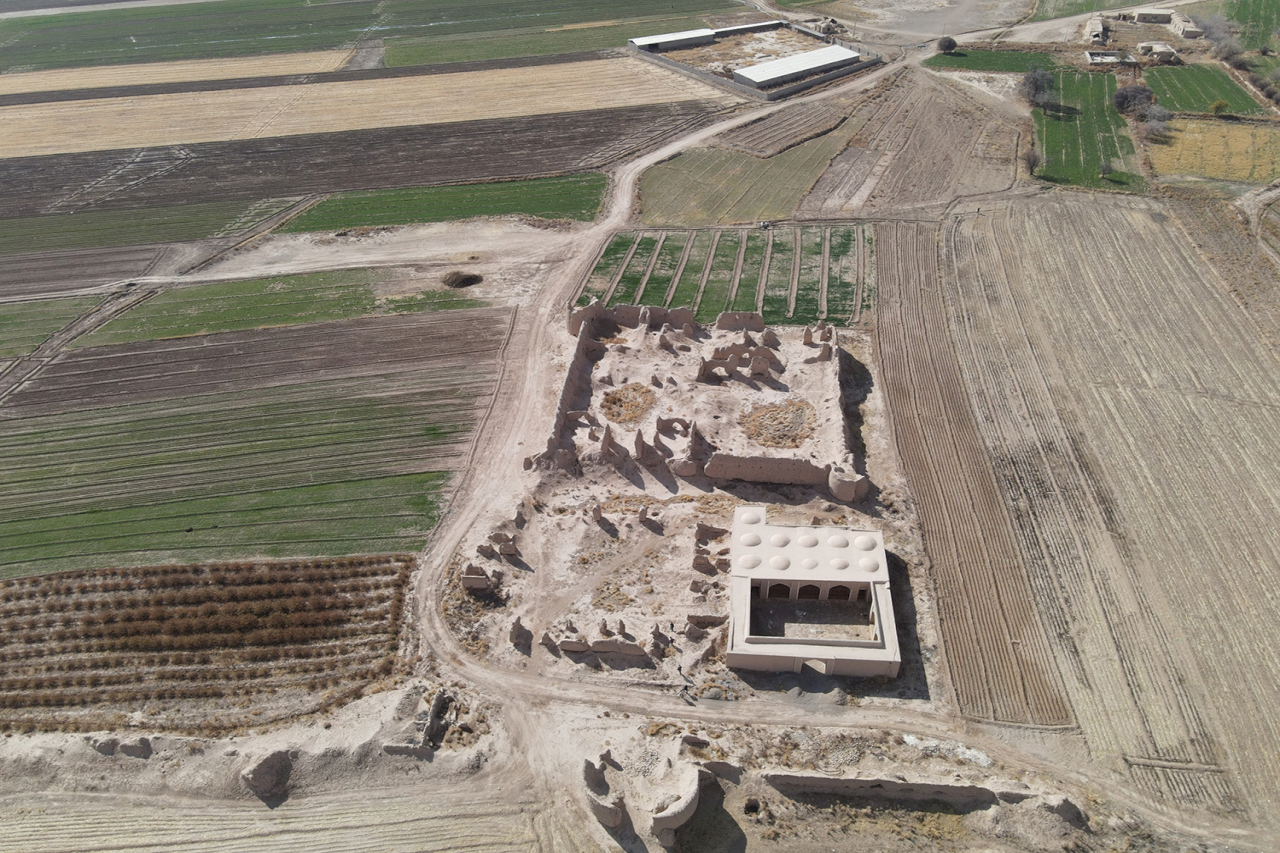
قلعه تاریخی زهرا خانم دشتاب

- روستاهای تاج آباد.امرودوییه.نمزاد.مشکنان.زمان آباد.رحمت آباد.باغوییه.بشنان

### روستاهای گردشگری

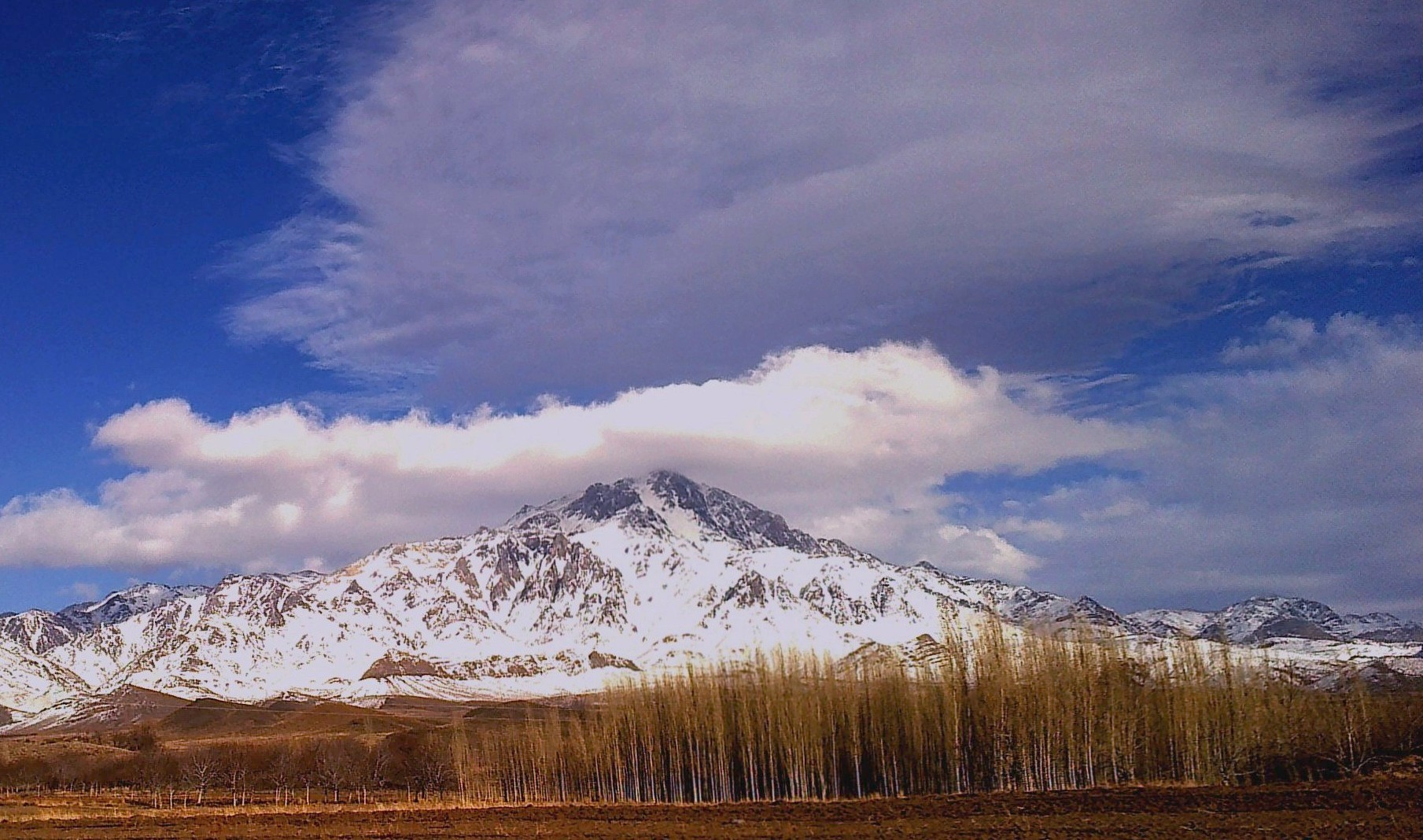
منظره زمستانی کوه شاه از روستای کیسکان

بی شک یکی از زیباترین مناطق این شهرستان  منطقه مرتفع و سرسبز گوغر میباشد البته می‌توان به روستاهای ترنگ، کیسکان و باغ فخروییه و تلخه چار و بنگان و خَبر  نیز اشاره کرد.

### پارک ملی خبر
پارک ملی خبر، با ۱۴۹ هزار و ۹۸۳ هکتار وسعت یکی از مناطق شگفت‌انگیز شهرستان بافت در استان کرمان محسوب می‌شود. پارک ملی خبر در دامنه کوه خبر با ارتفاع۳۸۵۱متر قرار گرفته‌است. این پارک به دلیل دارا بودن تنوع زیستی ناشی از وجود ارتفاعات بلند، دشت‌های متعدد، حوزه‌های آبخیز متنوع، در استان کرمان و کشور ایران کم‌نظیر است. پارک ملی خبر یازدهمین منطقه‌ای است که در ایران عنوان پارک ملی را به خود اختصاص داده‌است. پارک ملی خبر در سال ۱۳۵۰ با عنوان منطقه حفاظت شده و در سال ۱۳۵۴ تحت عنوان پناهگاه حیات وحش خبر و روچون مورد حفاظت قرار گرفت و در نهایت این منطقه در سال ۱۳۷۰ به عنوان منطقه گردشگری فرهنگی در سازمان فرهنگی یونسکو به ثبت رسید و هشت سال بعد نیز به پارک ملی ارتقاء یافت. تنوع و تراکم پوشش گیاهی و جانوری در پارک ملی به همراه خصوصیاتی از قبیل یکی بودن زیستگاه‌های بومی، وجود برخی گونه‌های ذخیره ژنتیکی موجود به ویژه در کوهستان‌های منطقه، گونه‌های جانوری نظیر رودک عسل خوار، گورکن، عقاب دو برادر و گونه‌های نادر گیاهی مانند زیتون وحشی، انار شیطان، بنه، درمنه، قیچ و ارس تفریحگاه‌های متنوعی را ایجاد کرده‌است که بسیاری از آن‌ها در معرض انقراض قرار دارند. این تنوع زیستی شامل ۶ درصد گونه‌های گیاهی، ۱۵ درصد پستانداران و ۲۰ درصد گونه‌های پرندگان کشور است. وجود چنین تنوع گیاهی و جانوری پارک ملی خبر را به منطقه‌ای بسیار مناسب برای استفاده پژوهشگران، محققین، علاقه‌مندان به طبیعت و گردشگری و عکاسان تبدیل کرده‌است.

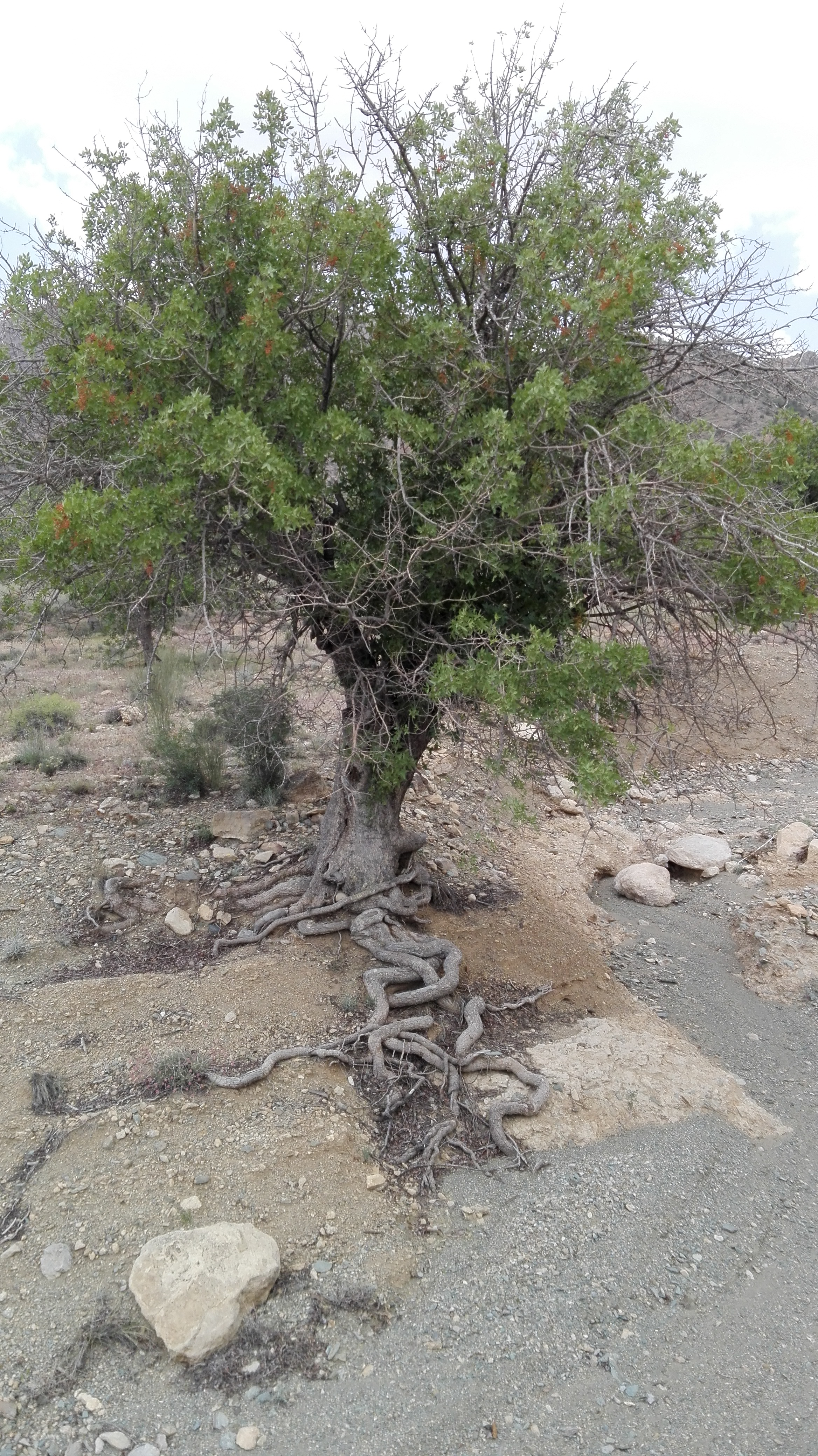
درخت بنه در پارک ملی خبر که با ریشه‌هایی بسیار قوی مانع از فرسایش خاک می‌شود

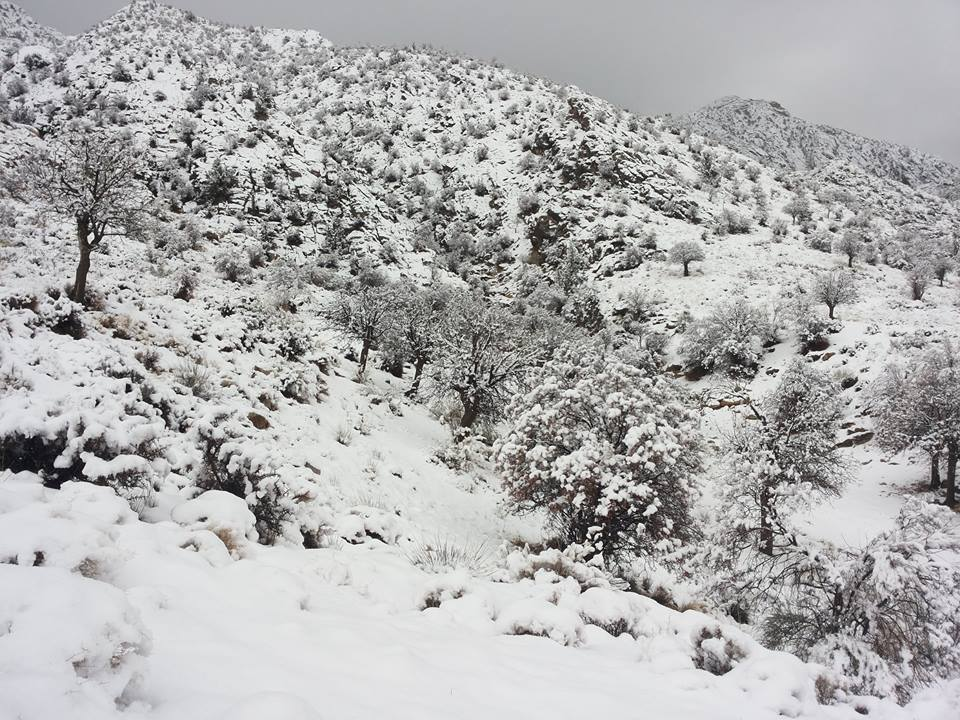
بارش برف در پارک ملی خبر

### منطقه حفاظت شده انجرک
در ۸ کیلومتری شرق شهر بافت واقع شده‌است؛ و از تنوع زیستی جانوری و گیاهی زیادی برخورداراست.مهمترین روستای این منطقه روستای انجرک است و از آب و هوای کوهستانی برخوردار است.

### درخت چنار کهنسال طرنگ
درخت چنار کهنسال طرنگ یک درخت چنار کهنسال در روستای طرنگ از توابع شهرستان بافت در استان کرمان است. این درخت چنار بر اساس گمانه زنی صورت گرفته بر تنه درخت و طبق نظر کارشناسان، دارای قدمتی ۱۴۰۰ ساله است، که جزو قدیمی‌ترین درختان چنار کهنسال کشور محسوب می‌گردد. این درخت در حال حاضر در روستای طرنگ واقع در بخش خبر شهرستان بافت و در جوار امام زاده احمد و در بستر رود طرنگ واقع شده‌است. این درخت به عنوان یکی از مهم‌ترین ذخایر ژنتیکی گیاهی کشور مطرح است. در فاصله صد متری در پایین دست چنار کهنسال طرنگ و در نزدیکی امام زاده احمد دو چنار کهنسال دیگر قد برافراشته‌اند که از نظر ارتفاع با درخت هم ترازند اما از نظر سن و قطر تنه به گفته کارشناسان سازمان میراث فرهنگی حداقل نیمی از سن این درخت چنار را دارا هستند. قطر تنهٔ این درخت در ارتفاع دو متری از سطح زمین، ۳متر و قطر آن در پای درخت حدود ۸/۱۵ متر است. قطر تاج درخت حدود ۳۵متر است. درخت مذکور از سمت غرب دچار شکستگی در یکی از شاخه‌های اصلی شده‌است. این درخت آب مورد نیاز خود را از چشمه‌ای که در نزدیکی این درخت از زمین می‌جوشد و همین‌طور رودی که در پای آن جاری است فراهم می‌کند.

### قلعه‌های تاریخی دشتاب و خبر
در بخش خبر (دشتاب) قلعه‌هایی وجود دارد که مجموعه آن‌ها را به عنوان قلعه تاریخی دشتاب می‌شناسند. این قلعه‌ها هرکدام در نواحی مختلفی از منطقه دشتاب واقع شده‌اند و می‌توان گفت که قریب به ۴ قرن قدمت دارند.

### قلعه زهرا خانم
این قلعه در منطقه دشتاب و مقر حکومتی زهرا خانم فرمانفرما و حاکم دشتاب بوده‌است. زهرا خانم در زمان حکمرانی فردی بسیار سخت گیر بوده و روایت می‌شود: با کسانی که از فرمان او سرپیچی می‌کردند، به شدت برخورد می‌کرده و گوش افراد متمرد را با میخ به روی تخته کوبیده و دستور شلاق زدن می‌داده‌است. این قلعه با اعتباری بالغ بر۳۰۰ میلیون ریال قرار است که مورد بازسازی و احیا قرار گیرد.

### قلعه کرد علی
با توجه به موقعیت جغرافیایی که داشته‌است، از قلعه‌های معتبر حاکم‌نشین بافت بوده‌است. قلعه کردعلی در وکیل آباد دشتاب قرار داشته و توسط شخصی به نام کردعلی ساخته شده‌است. کردعلی که در این قلعه حکمرانی می‌کرده‌است برای دفاع از این قلعه، خندق بزرگی در اطراف آن حفر کرده و در روز توسط پل تخته‌ای از روی این خندق رفت‌وآمد می‌کرده‌اند و شب‌ها پُل را از روی خندق برمی‌داشته‌اند تا از هجوم غارتگران محفوظ باشند. این قلعه حد واسط قلعه هشون و قلعه مرتضی خَبر قرار داشته و در هنگام خطر و درگیری با روشن کردن آتش و ایجاد دود قلعه‌های دیگر را برای پشتیبانی خبر می‌کرده‌اند.

### قلعه هشون
بنای این قلعه به دوران صفوی بر می‌گردد که به واسطهٔ فرمانروایی گنجعلی خان افشار که از حاکمان محلی بافت بوده‌است به نام وی خوانده می‌شود. این قلعه در کنارهٔ راه بافت به سیرجان قرار گرفته‌است.

### غار طرنگ
بزرگ‌ترین غار آهکی استان کرمان در دهستان گوشک و در روستای طرنگ و در دامنه کوه طرنگ با ارتفاع ۳۳۳۳متر از سطح دریا قرار دارد. با اشکال و مناظر جالب و شگفت‌انگیز خود همواره مورد توجه گردشگران بوده‌است. غار طرنگ که یک غار آهکی محسوب می‌شود، به عنوان مهم‌ترین و طولانی‌ترین غار استان کرمان که در نوع خود بی‌نظیر ودارای مناظر و جلوه‌های طبیعی بسیار زیبا و پدیده‌های شگفت‌انگیز است که خود از جاذبه‌های طبیعی گردشگری استان کرمان محسوب می‌گردد و می‌تواند به عنوان یک قطب گردشگری در جنوب غربی استان کرمان ایفای نقش نماید. این غار از جمله غارهای متعدد مناطق کوهستانی استان کرمان می‌باشد که در فاصله ۲۳۰ کیلومتری جنوب غربی شهر کرمان واقع شده‌است.

### غار جفریز گوغر
درمنطقه خوش آب و هوای گوغر قرار دارد.

### غار شب‌پره
در منطقه خبر و در حوزه پارک ملی خبر در بخش خبر قرار دارد.

### سنگ نوشته‌ای تاریخی در ارتفاعات بافت
سنگنبشته‌ای موسوم به تخت شاهزاده در ارتفاعات بالای ۴۰۰۰ متری این کوه قرار گرفته که متن آن را در ذیل می‌بینید:
«لدوله فرمانفرما سالی یکمرتبه تشریف به شکار می‌آوردند به کوه شاه در سنه ۱۳۰۵ تشریف آوردند و امسال بهروز بادتر از همه سال شکار کردند و از آن جمله در یک کمین پنج قوچ هفت سال با تفنگ نازنین زدند و بنده حقیر نصرالله بگ تفنگدار لاله زاری که قورقچی این شکارگاه هستم فرمودند که این تفصیل را بر این سنگ بیادگار بنگار که حکام بعد به کرمان تشریف می‌آورند هریک عامل شکار باشند و باینکوه تشریف می‌آورند یادی از ما می‌فرمایند و بدانند ما هم از مستان این می‌بوده‌ایم.»
لازم است ذکر شود که این ارتفاعات یکی از نقاط استثنایی کشور است و به خاطر ارتفاع زیاد از سطح دریا و همچنین برفگیر بودن پتانسیل این را دارد که به قطب گردشگری استان تبدیل شود.
حیات وحش این منطقه همان‌طور که از متن سنگ‌نگاره برمی آید روزگاری زبانزد بوده که با شکار بی‌رویه به خصوص در دههٔ ۶۰ تقریباً تمام شکار این منطقه نابود شد.

## صنعت و معدن
بافت از نظر معدنی اهمیت زیادی دارد و معادن کرومیت آبدشت و اسفندقه و معادن منگنز و سنگ تزئینی متعدد از جمله معادن آن می‌باشند. کارخانه فولاد بافت که در حال احداث می‌باشد در صورت بهره‌برداری جزو بزرگترین مجتمع‌های فولاد جمهوری اسلامی ایران خواهد شد. تا سال ۹۱ بیش از ۶۰ واحد صنعتی و ۱۵ معدن در شهرستان بافت وجود داشته‌است. بیش از۱۱ معدن نیز در مرحله اکتشاف قرار دارد. شهرستان بافت با دارا بودن ذخایر طبیعی تاکنون توانسته‌است تعداد ۲۶ معدن مس، منگنز، آهن و کروم را به ثبت و مرحله تولید برساند که ۶۰ درصد این تولیدات مربوط به سنگ کروم است.

### برخی از کارخانه ها و صنایع مهم شهرستان بافت
- کارخانه فولادبافت
- کارخانه تولید شیر و لبنیات پاستوریزه بافت
- کارخانه سنگ
- صنایع سنگ اتحاد
- مجتمع پتروشیمی بافت واقع در منطقه دشتاب [۲۸]
- کارخانه فروکروم بافت

۶۶ در صد کرومیت کشور در این شهرستان تولید می‌شود و متأسفانه دور باطل در تولید و فرآوری معادن اسفندقه انجام می‌گردد و سنگ کرومیت در معادن شهرستان بافت استخراج ولی در شهرستان‌های دیگری به مواد دیگر تبدیل و فرآوری می‌شود.
- کارخانه کرک بافت

شهرستان بافت به لحاظ تولید کرک رتبه دوم تولید را پس از کشور چین به خود اختصاص داده‌است. شهرستان بافت تولیدکنندهٔ ۸۵ در صد از کرک تولیدی کشوراست ولی از این ظرفیت به خوبی در این شهرستان استفاده نشده‌است.
- کارخانه مرغ گوشتی بافت
- کارخانه فرآوری و بسته‌بندی مغز گردو و بادام با ظرفیت ۴۰۰تن در بخش دشتاب

## صنایع دستی
صنایع دستی بافت همان‌طور که از نام شهر پیداست شامل دست بافته‌های نفیسی مانند: قالی افشار و قالی کرمان و دو نوع گلیم شامل شیرکی پیچ و چپی (چهل ماشوله) و پته دوزی می‌باشد.
به‌طور کلی قالی‌های استان کرمان را می‌توان به دو گروه شهری‌باف و عشایری‌باف تقسیم کرد که شهرهای شمالی استان کرمان مهم‌ترین مرکز عرضه قالی‌های شهری باف و سیرجان و بافت مهم‌ترین مرکز عرضه فرش‌های عشایری هستند.
دست بافته‌های عشایری معمولاً به خاطر سهولت در جابجایی به صورت قالیچه بافته می‌شده‌است و رنگ‌های قرمز لاکی در بیشتر زمینه‌ها دیده می‌شود.
- قالی افشار

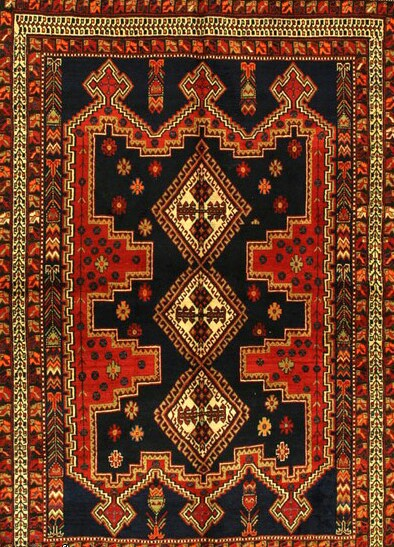
نمونه‌ای از قالیچه‌های عشایری شهرستان بافت که به قالیجه‌های افشاری معروف هستند. نقشهٔ سه کله از نمادهای شهر بافت است.

قالیچه‌های افشاری از قدیمی‌ترین دست بافته‌های شهرستان است که زینت بخش هر خانه‌ای در بافت هستند. طرح سه کله از رایج‌ترین گونه نقشه‌های قالی افشاری است که بافت آن با تفاوت‌هایی اندک در نقش پردازی، در تمامی مناطق شهرستان بافت رواج دارد. نام‌گذاری این طرح بر اساس ساختار آن است که سه کنگره چلیپا مانند در انتهای عرضی زمینه قالی قرار می‌گیرد، که بافندگان منطقه هر کدام از آن‌ها را یک‌کله به‌شمار می‌آورند. در فاصله بین کله‌ها نیز قاب‌های لوزی شکل با نقوش قلاب مانند قرار گرفته‌است. وجود ردیف نقش‌های هندسی - گیاهی معروف به آبشار در کناره طولی دو طرف زمینه قالی، از ویژگی‌های قالی‌های سه کله است. در طرح کلی یک تقارن مرکزی حکمفرماست.
- شیریکی پیچ: بافت از مراکز تولید گلیم شیریکی پیچ در کشور است. [۲۹][۳۰]
- پته دوزی[۳۰][۲۹]
- قالی بافت: بافت از مراکز مهم قالیبافی استان کرمان و کشور است. فرش دستباف شهر بافت به دلیل اقلیم خاص خود از نقشه‌های خاصی برخوردار است که از سایر نواحی استان کرمان متمایز است. قالی‌هایی که در این شهرستان تولید می‌شود دارای طرح کرمانی و نقش‌های شاه عباسی، گلدانی، حشمتی، گل بادامی و گل سرخی هستند.[۲۹]

## وضعیت مرکز شهرستان

### کتابخانه‌های عمومی
شهر بافت دارای چهار کتابخانه رسمی و تحت پوشش وزارت فرهنگ و ارشاد اسلامی می‌باشد. این چهار کتابخانه عبارتند از:
- کتابخانه شهید دستغیب[۳۱]
- کتابخانه نیک نفس[۳۲]
- کتابخانه امام محمد باقر[۳۳]
- کتابخانه شهید نعمت‌الله افشار

### مراکز فرهنگی

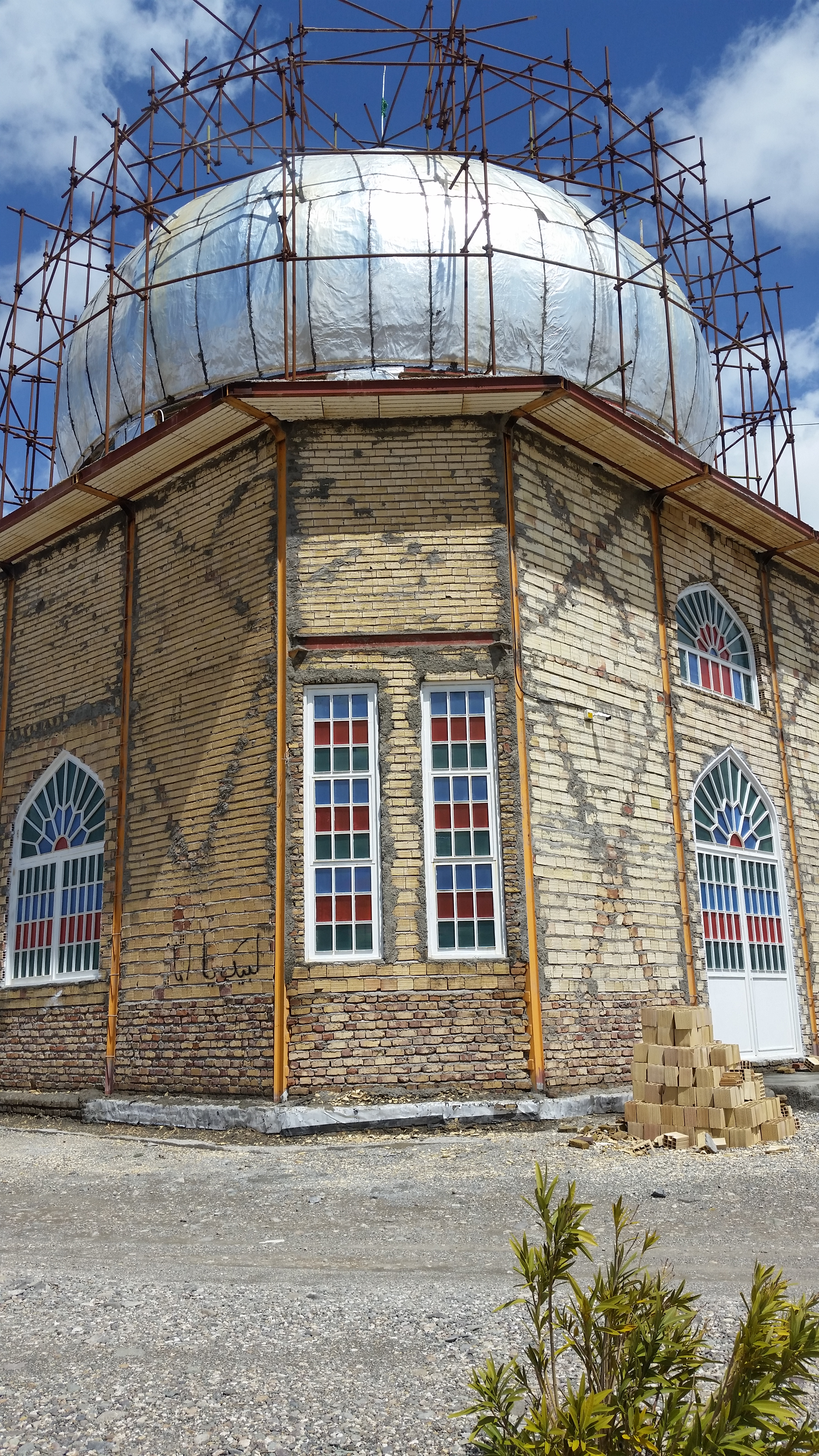
گلزار شهدای گمنام در شرق شهربافت

- مصلی امام خامنه ای[۳۴]
- مهدیه بافت
- گلزارشهدای گمنام
- گلزار شهدا
- مسجد جامع

- سینما غدیر

### فضای سبز شهری
- بوستان بهشت (ساحلی)
- پارک شهر
- بوستان خبرنگار
- بوستان ولیعصر (عج)
- بوستان غدیر
- پارک جنگلی بهاران
- بوستان نشاط
- بوستان کوهستان
- پارک بزرگ ۵۰ هکتاری فدک:یکی از بزرگترین پارک‌های استان کرمان (در حال احداث با مشارکت کارخانه فولاد بافت)[۳۵]

### هتل‌ها و مراکز اقامتی
- هتل چهار ستاره رکسان بافت ★★★★[۳۶][۳۷][۳۸]
- هتل شایگان[۳۹]
- هتل آپارتمان پاییز[۴۰]
- مهمانپذیر طلوع
- خانه معلم
- مهمانسرای شهرداری
- مجتمع خدمات رفاهی زیگورات

### برخی خیابان‌ها و میدان‌های مهم شهر
- میدان آزادی
- میدان امام خمینی
- بلوار شهید باهنر
- میدان قدس
- بلوار شهدا
- بلوار شهید بهشتی
- خیابان شهابی
- بلوار امام خمینی
- بلوار امیرکبیر
- خیابان دانشگاه
- میدان امام علی
- خیابان شهید چمران
- میدان کشاورز
- خیابان هاشمی
- شهرک گلها
- شهرک رزمندگان

### فصله تا سایر شهرها
| شهر مقصد | فاصله (کیلومتر) |
| -------- | --------------- |
| تهران    | ۱۰۷۹ کیلومتر    |
| کرمان    | ۱۵۹ کیلومتر     |
| سیرجان   | ۹۸ کیلومتر      |
| رابر     | ۳۶ کیلومتر      |
| ارزوئیه  | ۱۱۳ کیلومتر     |
| جیرفت    | ۱۷۴ کیلومتر     |
| مشهد     | ۱۰۶۶ کیلومتر    |
| قم       | ۹۴۶ کیلومتر     |
| یزد      | ۴۴۵ کیلومتر     |
| شیراز    | ۴۸۳ کیلومتر     |

## بناها و امکانات ورزشی
- استادیوم شهید شهابی
- باشگاه ورزشی شهید یاراحمدی
- زورخانه شهید هاشم نادری
- سالن کشتی
- استخرشهدا
- چمن مصنوعی انقلاب
- مجموعه ورزشی خلیج فارس
- سالن کاراته المپیک
- سالن وزنه برداری
- سالن بسکتبال کوثر
- خانه شطرنج
- خانه ووشو
- سالن قدس بزنجان
- سالن شهید نقوی گوغر
- چمن مصنوعی مینی فوتبال خبر
- چمن مصنوعی مینی فوتبال دیخوییه
- چمن مصنوعی مینی فوتبال طرنگ
- چمن مصنوعی مینی فوتبال گوشک
- چمن مصنوعی مینی فوتبال شهر کشکوئیه
- چمن مصنوعی مینی فوتبال اسلام آباد دشتاب
- ,چمن مصنوعی مینی فوتبال کهک اسفیج
- چمن مصنوعی مینی فوتبال شهر بزنجان
- چمن مصنوعی مینی فوتبال کیسکان
- باشگاه بیلیارد میلاد
- سالن یاس
- سالن بسیج بافت
- سالن بسیج بزنجان
- سالن کونگ فو بزنجان

شهر بافت ورزشکاران زیادی را به ورزش ایران و جهان معرفی کرده‌ است.

### باشگاه های ورزشی
- باشگاه ورزشی احیا استیل 'فولاد بافت': این باشگاه در تعدادی از رشته های ورزشی فعالیت می کند و تیم کشتی فولاد بافت در لیگ دسته اول ایران حضور دارد.[۴۱]
- تیم والیبال گاز بافت: در لیگ برتر والیبال استان کرمان حضور دارد.
- باشگاه آریایی
- باشگاه آراد
- باشگاه سرداران بدر
- باشگاه پرورش اندام دلیران
- باشگاه پرورش اندام امین
- باشگاه پرورش اندام آریامن
- باشگاه پرورش اندام اساطیر
- باشگاه پرورش اندام اسکات
- باشگاه بانوان ویوا
- باشگاه بانوان انرژی
- باشگاه بانوان مادر
- باشگاه پرورش اندام پوریای ولی
- باشگاه بیلیارد میلاد
- باشگاه جسم و اندیشه
- باشگاه راه ابریشم بزنجان
- باشگاه میلاد بالاباغ
- باشگاه کاراته شهدا
- باشگاه کاراته توحید
- باشگاه کاراته شهید سلیمانی
- باشگاه شطرنج ماهور
- باشگاه شطرنج کیش و مات
- باشگاه پرورش اندام بادیگارد بزنجان

### میزبانی های ورزشی شاخص
- رقابت های کشتی لیگ دسته اول ایران تابستان ۱۴۰۱ به میزبانی باشگاه فولاد بافت برگزار شد.[۴۲]

## رسانه های رسمی و اطلاع‌رسانی
- روزنامه حکمت بافت
- پایگاه خبری طلوع کرمان

## مراکز علمی حوزوی و دانشگاهی

### مراکز حوزوی
- حوزه علمیه مقدسه امام حسین بافت[۴۳][۴۴]

### مراکز دانشگاهی و آموزشی
- دانشگاه آزاد اسلامی واحد بافت:[۴۵] این دانشگاه از واحدهای مهم دانشگاه آزاد اسلامی در استان کرمان است و دانشجویان زیادی از شهرهای مختلف کشور در مقاطع کاردانی، کارشناسی، کارشناسی ارشد و دکتری تخصصی در رشته‌های مختلف و هم‌چنین رشته دکتری عمومی دامپزشکی از خدمات آموزشی و پژوهشی این دانشگاه بهره‌مند هستند.
- مجتمع آموزش عالی سلامت بافت
- دانشکده مدیریت و اقتصاد بافت وابسته به دانشگاه شهیدباهنر کرمان: این دانشکده که از دانشکده‌های دانشگاه شهیدباهنر کرمان است، دانشجویان زیادی از شهرهای مختلف ایران از جمله سایر شهرهای استان کرمان و نیز استان فارس را در خود جای داده‌است. ساختمان جدید این دانشکده که تبدیل به مجتمع آموزش عالی شده در یک زمین ده هکتاری در ابتدای جاده بافت ـ کرمان پس از پارک بهاران در حال ساخت است. این مجتمع آموزش عالی در حال حاضر دارای ۱۵ عضو هیئت علمی و حدود ۶۰۰ دانشجو است.[۴۶]
- دانشگاه پیام نور مرکز بافت: این دانشگاه از مراکز بزرگ دانشگاه پیام نور استان است که در ۱۳ رشته گرایش در مقطع کارشناسی و یک رشته کارشناسی ارشد دانشجو می‌پذیرد.[۴۷]

- [دانشکده فنی پسران امام حسین بافت ]

## دهستان‌های شهرستان بافت
- دهستان خَبر (khabr): انواعی از میوه‌های سردسیری از جمله هلو و زرد آلو و آلبالو و سیب و به و آلو در آن یافت می‌شود و محصول اصلی آن گردو است. این منطقه در جوار پارک ملی خبر قرار گرفته‌است و از مناطق نمونه گردشگری شهرستان بافت محسوب می‌شود.
- دهستان دشتاب: محصولات اصلی این دهستان لبنیات، بادام، هلو و زردآلو است. قلعه تاریخی دشتاب که مجموعه‌ای از چند قلعه و در نواحی مختلف آن است در بخش دشتاب قرار دارند. بخش دشتاب در حاشیه پارک ملی خبر قرار گرفته‌است؛ و از نواحی مهم کشاورزی در استان کرمان محسوب می‌شود. شهر کشکوییه بافت، مرکز بخش خبر (khabr) شهرستان بافت است. کوه خبر و دشت آب از نمای روستای اسلام‌آباد

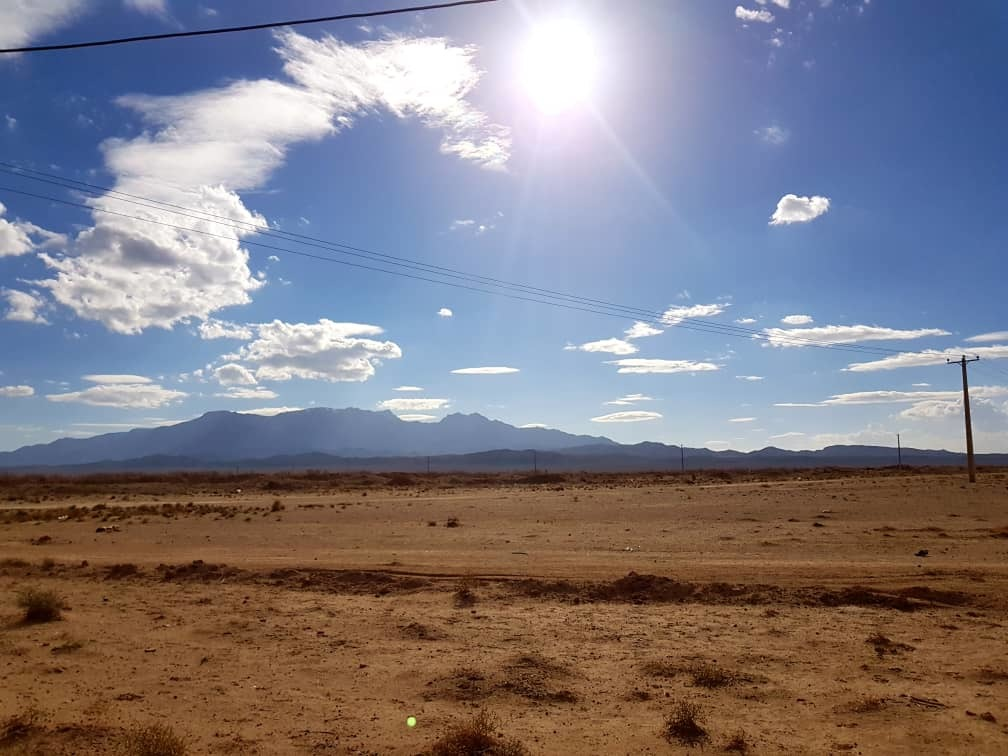
کوه خبر و دشت آب از نمای روستای اسلام‌آباد

- دهستان بزنجان: شهر بزنجان در این دهستان واقع شده‌است.
- سنجد از محصولات اصلی این روستاست.
- تنها بیمارستان تخصصی قلب جنوب شرق ایران در این روستا توسط دکتر نوحی ساخته شد.
- پدر اب مروارید ایران آقای دکتر امینی در این روستا متولد شده.
- دهستان فتح‌آباد:شامل روستاهای صالح آباد، پلنگ آباد ، بشنان، بیدکردوئیه، جمیل آباد، اسلام آباد، دهرضا، سنگ پهن ، فتح آباد و کهک میباشد
- دهستان کیسکان: محصول اصلی آن گردو است که به دلیل ارتفاع بالای منطقه از کیفیت بالایی برخوردار است. نخستین جشنواره ملی گردو در برج شهریور سال۹۰ در این دهستان برگزار شد.
- کیفیت گل محمدی نیز در این منطقه مثال زدنی میباشد، این نقطه از شهرستان در نزدیکی لاله زار بردسیر میباشد، که کیفیت گل آنجا عالی است.
- میوه های سردسیری مانند، سیب درختی، گلابی، گیلاس، زردالو، قیصی، هلو، شلیل و سایر سیاه درختها عالی میباشد.

خافکوییه: روستایی کوهستانی و بکر با انبوهی از درختان جنگلی و رودخانه پر آب و طبیعت فوق العاده زیبا که سالیانه پذیرای کلی گردشگر می باشد
- دهستان گوغر: محصول آن عسل و بهترین محصول این دهستان گردو با کیفیت بسیار عالی می‌باشد. گیلاس این منطقه هم معروف است سیب، هلو، گلابی، زردآلو، به، سنجد از بقیه محصولات منطقه گوغرند. بالغ بر ۳۰۰ چشمه سار و قنات و آب‌بند و آبگیر از رودخانه در این دهستان موجود می‌باشد. روستاهای چشمه سبز گوغر و گوبین و گودال و قلایی و گنبدان و دهساجر و هارموئیه  و امامزاده جعفر چهارکشت و امامزاده سیدمحمود پشته و شاه خواهران خانتیلکو و امامزاده محمد گوبین و باغ خشک و بیدوئیه و هفتگردو، دهشول، دهمیان، مارنوئیه ،سفیدابراهیمی وغار جفریز گوغر از مناطق دیدنی این دهستان می‌باشند. این دهستان در ارتفاع ۲۷۰۰ متری از سطح دریا واقع شده‌است.